# Boké (region)
Region Boké – region położony w zachodniej Gwinei. Graniczy z dwoma innymi krajami Senegalem i Gwineą Bissau, a także innymi gwinejskimi regionami Kindia oraz Labé.
Prefektury w regionie:
- Prefektura Boffa
- Prefektura Boké
- Prefektura Fria
- Prefektura Gaoual
- Prefektura Koundara

W regionie Boké znajdują się duże złoża aluminium.